# Pacific Ocean Blue
Pacific Ocean Blue, musikalbum av Dennis Wilson, utgivet 1977. Albumet är Wilsons enda officiellt utgivna soloalbum.
Albumet nådde Billboard-listans 96:e plats.
17 juni 2008 gavs en utökad specialutgåva ut av albumet, nu på 2 CD-skivor kallad Pacific Ocean Blue - Legacy Edition.

## Låtlista
1. River Song
2. What's Wrong
3. Moonshine
4. Friday Night
5. Dreamer
6. Thoughts Of You
7. Time
8. You And I
9. Pacific Ocean Blues
10. Farewell My Friend
11. Rainbows
12. End Of The Show

Samtliga låtar är skrivna av Dennis Wilson.

## Utökad specialutgåva från 2008

### CD 1
1. River Song
2. What's Wrong
3. Moonshine
4. Friday Night
5. Dreamer
6. Thoughts Of You
7. Time
8. You And I
9. Pacific Ocean Blues
10. Farewell My Friend
11. Rainbows
12. End Of The Show
13. Tug Of Love (tidigare outgiven)
14. Only With You (tidigare outgiven)
15. Holy Man (instrumental, tidigare outgiven)
16. Mexico (tidigare outgiven)

### CD 2
1. Under The Moonlight (tidigare outgiven)
2. It's Not Too Late (tidigare outgiven)
3. School Girl (tidigare outgiven)
4. Love Remember Me (tidigare outgiven)
5. Love Surrounds Me (tidigare outgiven)
6. Wild Situation (tidigare outgiven)
7. Common (tidigare outgiven)
8. Are You Real (tidigare outgiven)
9. He's A Bum (tidigare outgiven)
10. Cocktails (tidigare outgiven)
11. I Love You (tidigare outgiven)
12. Constant Companion (tidigare outgiven)
13. Time For Bed (tidigare outgiven)
14. Album Tag Song (tidigare outgiven)
15. All Alone
16. Piano Variations On Thoughts Of You (tidigare outgiven)
17. Holy Man (tidigare outgiven (Taylor Hawkins-version)